# Elena Anochina
Elena Anochina (25 de outubro de 1988) é uma ginasta russa que compete em provas de ginástica artística.
Elena estreou em competições no ano de 2003, ao participar do Mundial de Anaheim. Nele, terminou na sexta colocação na prova coletiva, ao lado de Svetlana Khorkina, Polina Miller, Natalia Ziganchina, Maria Krioutchkova, Elena Zamolodchikova e Anna Pavlova; as romenas e norte-americanas completaram o pódio, com a prata e o ouro, respectivamente.